# Kanton Orléans-1
Der Kanton Orléans-1 ist seit 2015 ein französischer Wahlkreis im Arrondissement Orléans, im Département Loiret und in der Region Centre-Val de Loire. 
Der Kanton besteht aus einem Teil der Stadt Orléans mit insgesamt 24.434 Einwohnern (Stand: 2022).